# Communauté de communes des Hauts du Val de Saône
La communauté de communes des Hauts du Val de Saône (CCHVS) est une communauté de communes française située dans le département de la Haute-Saône, en Franche-Comté, dans la région administrative Bourgogne-Franche-Comté.

## Historique
Cette intercommunalité, créée au 1er janvier 2013 par un arrêté préfectoral du 27 décembre 2012, est le résultat de la fusion de trois communautés de communes : la communauté de communes des belles fontaines, la communauté de communes du Pays jusséen et la communauté de communes des vertes vallées, prévue par le schéma départemental de coopération intercommunale approuvé en décembre 2011 par le préfet de Haute-Saône. 
Le 1er janvier 2014, les communes de Bousseraucourt, Jonvelle, Montcourt, Vougécourt, antérieurement membres de la communauté de communes Saône et Coney, intègrent l'intercommunalité, suivies, le 1er janvier 2016, de la commune de Magny-lès-Jussey.

## Territoire communautaire

### Composition
La communauté de communes est composée des 48 communes suivantes :

| Nom                   | Code Insee | Gentilé           | Superficie (km2) | Population (dernière pop. légale) | Densité (hab./km2) |
| --------------------- | ---------- | ----------------- | ---------------- | --------------------------------- | ------------------ |
| Jussey (siège)        | 70292      | Jusséens          | 33,55            | 1 550 (2022)                      | 46                 |
| Aboncourt-Gesincourt  | 70002      | Aboncourtois      | 10,68            | 216 (2022)                        | 20                 |
| Aisey-et-Richecourt   | 70009      |                   | 7,8              | 99 (2022)                         | 13                 |
| Arbecey               | 70025      | Arbecéens         | 16,71            | 236 (2022)                        | 14                 |
| Augicourt             | 70035      | Augicourtois      | 9,06             | 171 (2022)                        | 19                 |
| Barges                | 70049      |                   | 7,91             | 78 (2022)                         | 9,9                |
| Betaucourt            | 70066      | Betaucourtois     | 7,17             | 181 (2022)                        | 25                 |
| Betoncourt-sur-Mance  | 70070      |                   | 3,72             | 25 (2022)                         | 6,7                |
| Blondefontaine        | 70074      | Blondifontains    | 13,4             | 233 (2022)                        | 17                 |
| Bougey                | 70078      |                   | 8,56             | 98 (2022)                         | 11                 |
| Bourbévelle           | 70086      | Bourbévellois     | 5,37             | 75 (2022)                         | 14                 |
| Bourguignon-lès-Morey | 70089      |                   | 9,84             | 45 (2022)                         | 4,6                |
| Bousseraucourt        | 70091      | Bousseraucourtois | 7,58             | 45 (2022)                         | 5,9                |
| Cemboing              | 70112      |                   | 10,51            | 168 (2022)                        | 16                 |
| Cendrecourt           | 70114      |                   | 9,31             | 202 (2022)                        | 22                 |
| Charmes-Saint-Valbert | 70135      |                   | 5                | 32 (2022)                         | 6,4                |
| Chauvirey-le-Châtel   | 70143      | Chavirois         | 11,76            | 114 (2022)                        | 9,7                |
| Chauvirey-le-Vieil    | 70144      | Chauvreillots     | 3,37             | 27 (2022)                         | 8                  |
| Cintrey               | 70153      | Couchicots        | 6,08             | 97 (2022)                         | 16                 |
| Combeaufontaine       | 70165      |                   | 12,19            | 555 (2022)                        | 46                 |
| Cornot                | 70175      | Cornotais         | 11,19            | 132 (2022)                        | 12                 |
| Corre                 | 70177      | Corréens          | 9,13             | 594 (2022)                        | 65                 |
| Fouchécourt           | 70244      | Fouchecourtois    | 4,47             | 120 (2022)                        | 27                 |
| Gevigney-et-Mercey    | 70267      |                   | 19,45            | 517 (2022)                        | 27                 |
| Gourgeon              | 70272      | Gourgeonnais      | 13,69            | 178 (2022)                        | 13                 |
| Jonvelle              | 70291      | Jonvellois        | 12,37            | 101 (2022)                        | 8,2                |
| Lambrey               | 70293      |                   | 6,08             | 67 (2022)                         | 11                 |
| Lavigney              | 70298      | Lavinois          | 9,93             | 123 (2022)                        | 12                 |
| Magny-lès-Jussey      | 70320      |                   | 9,31             | 95 (2022)                         | 10                 |
| Malvillers            | 70329      |                   | 7,09             | 67 (2022)                         | 9,4                |
| Melin                 | 70337      |                   | 5,73             | 55 (2022)                         | 9,6                |
| Molay                 | 70350      |                   | 7,66             | 68 (2022)                         | 8,9                |
| Montcourt             | 70359      |                   | 4,92             | 52 (2022)                         | 11                 |
| Montigny-lès-Cherlieu | 70362      | Montignois        | 20,98            | 121 (2022)                        | 5,8                |
| Oigney                | 70392      |                   | 7,97             | 41 (2022)                         | 5,1                |
| Ormoy                 | 70399      |                   | 19,54            | 205 (2022)                        | 10                 |
| Preigney              | 70423      | Preignolots       | 12,18            | 115 (2022)                        | 9,4                |
| Raincourt             | 70436      | Raincourtois      | 8,28             | 110 (2022)                        | 13                 |
| Ranzevelle            | 70437      | Ranzevellois      | 2,38             | 16 (2022)                         | 6,7                |
| La Roche-Morey        | 70373      |                   | 29,39            | 297 (2022)                        | 10                 |
| Rosières-sur-Mance    | 70454      | Bèquerons         | 5,22             | 54 (2022)                         | 10                 |
| Saint-Marcel          | 70468      |                   | 7,1              | 90 (2022)                         | 13                 |
| Semmadon              | 70486      | Semmadonnais      | 10,82            | 108 (2022)                        | 10                 |
| Tartécourt            | 70496      |                   | 2,29             | 29 (2022)                         | 13                 |
| Vernois-sur-Mance     | 70548      |                   | 8,03             | 131 (2022)                        | 16                 |
| Villars-le-Pautel     | 70554      |                   | 12,18            | 180 (2022)                        | 15                 |
| Vitrey-sur-Mance      | 70572      | Vitréens          | 13,48            | 297 (2022)                        | 22                 |
| Vougécourt            | 70576      |                   | 8,88             | 163 (2022)                        | 18                 |

### Démographie
| 1968   | 1975   | 1982  | 1990  | 1999  | 2010  | 2015  | 2021  |
| ------ | ------ | ----- | ----- | ----- | ----- | ----- | ----- |
| 11 714 | 10 698 | 9 998 | 9 276 | 9 189 | 9 092 | 8 732 | 8 359 |

## Politique et administration

### Siège
Le siège de la communauté de communes est situé à Jussey, 2 rue de l'Hôtel-de-Ville.

### Les élus
La communauté de communes est gérée par un conseil communautaire composé, depuis l'intégration de Magny-lès-Jussey en 2016, de 63 membres représentant chacune des communes membres et élus pour une durée de six ans.
Ils sont répartis comme suit, sensiblement en fonction de la population de chaque commune :
| Nombre de délégués | Communes |
| ------------------ | --- |
| 11                 | Jussey |
| 3                  | Combeaufontaine, Corre |
| 2                  | Gevigney-et-Mercey |
| 1                  | Aboncourt-Gesincourt, Aisey-et-Richecourt, Arbecey, Augicourt, Barges, Betaucourt, Betoncourt-sur-Mance, Blondefontaine, Bougey, Bourbévelle, Bourguignon-lès-Morey, Bousseraucourt, Cemboing, Cendrecourt, Charmes-Saint-Valbert, Chauvirey-le-Châtel, Chauvirey-le-Vieil, Cintrey, Cornot, Fouchécourt, Gourgeon, Jonvelle, Lambrey, Lavigney, Malvillers, Melin, Molay, Montcourt, Montigny-lès-Cherlieu, Oigney, Ormoy, Preigney, Raincourt, Ranzevelle, La Roche-Morey, Rosières-sur-Mance, Saint-Marcel, Semmadon, Tartécourt, Vernois-sur-Mance, Villars-le-Pautel, Vitrey-sur-Mance, Vougécourt, Magny-lès-Jussey |

À la suite des élections municipales de 2014 dans la Haute-Saône, le conseil communautaire d'avril 2014 a élu son nouveau président, Romain Molliard, maire de Combeaufontaine, et désigné ses 10 vice-présidents, qui sont : 
1. Jean-Luc Quivogne, élu de Jussey, chargé du développement économique ;
2. Viviane Carsana, élue de Gevigney-et-Mercey,  chargée de l'habitat et du logement ;
3. Lydie Bilichtin, maire de Betaucourt, chargée des finances et de l'administration générale ;
4. Sylvain Saint-Avit, maire de Malvillers, chargé de la voirie et du service public de l'assainissement non collectif (SPANC) ;
5. Christine Litzler, maire de Corre, chargée du périscolaire ;
6. Serge Bresson, élu de Combeaufontaine, chargé des bâtiments et de la gestion des biens ;
7. Loïc Raclot, maire de Gevigney-et-Mercey, chargé du développement numérique et des nouvelles technologies ;
8. Maria-Laura Fidon, élue de Jussey, chargée du développement touristique et de la culture ;
9. Francine de Paola, élue de Jussey, chargée du sport et des associations ;
10. Nicolas Pierre, maire de Gourgeon, chargé des espaces naturels et de l'environnement.

Ils forment ensemble l'exécutif de l'intercommunalité pour le mandat 2014-2020.

### Liste des présidents
| Période    | Période                       | Identité         | Étiquette | Qualité                                                                                 |
| ---------- | ----------------------------- | ---------------- | --------- | --------------------------------------------------------------------------------------- |
| 2013       | 2014                          | Frédéric Buisson | DVD       | Maire de Jussey (2001 → 2014) Président de l'ex-CC du Pays Jusséen ( ? → 2012)          |
| avril 2014 | En cours (au 18 juillet 2020) | Romain Molliard  | UMP → LR  | Attaché parlementaire Maire de Combeaufontaine (2014 → ) Réélu pour le mandat 2020-2026 |

### Compétences
L'intercommunalité exerce des compétences issues de celles qui avaient été transférées par les communes membres aux intercommunalités supprimées, ou celles qui lui sont directement transférée, dans les conditions définies par le code général des collectivités territoriales. Il s'agit de :
- Développement économique : zones d'activité d'intérêt communautaire, actions en faveur des activités économiques et de développement touristique, aménagement numérique ;
- Aménagement de l'espace : Schéma de cohérence territoriale (SCOT)[11], politiques contractuelles établies par l’État, la région, le département et l'Europe, réserves foncières nécessaires aux compétences communautaires ;
- Politique du logement et du cadre de vie : Opération programmée d'amélioration de l'habitat (OPAH), cadre des contrats territoriaux d’objectifs du Contrat « Habitat 2020 », appui et conseils aux communes, parc de logement intercommunal ;
- Équipements culturels et sportifs : équipements sportifs d'intérêt communautaire, animation sportive et culturelle ;
- Protection et mise en valeur de l'environnement : collecte et traitement des ordures ménagères, zones de développement éolien, préservation et gestion des milieux ;
- Assainissement, et en particulier le service public d'assainissement non collectif (SPANC) ;
- Action sociale d'intérêt communautaire, notamment en matière de petite enfance, de santé et de gérontologie, maintien et développement de services publics sur le territoire communautaire, structures périscolaires et extrascolaires, maisons de santé, maison des services, de la culture et du tourisme de Jussey et ses antennes décentralisées, projet d’un CIAS (centre intercommunal d’action sociale).
- Voirie communautaire ;
- Prestation de services aux communes.

### Régime fiscal et budget
La Communauté de communes est un établissement public de coopération intercommunale à fiscalité propre.
Afin de financer l'exercice de ses compétences, l'intercommunalité perçoit la fiscalité professionnelle unique (FPU) – qui a succédé à la taxe professionnelle unique (TPU) – et assure une péréquation de ressources entre les communes résidentielles et celles dotées de zones d'activité.
Elle perçoit également une bonification de la dotation globale de fonctionnement.

### Organismes de regroupement
Pour l'exercice de ses compétences, l'intercommunalité est membre,en 2016, des groupements suivants : 
- Syndicat intercommunal scolaire de la Roche Morey (syndicat mixte fermé) ;
- Syndicat mixte du Pays de Vesoul et du Val de Saône ;
- Syndicat de collecte des ordures menageres du Val de Saône (257001024) (syndicat mixte fermé) ;
- Syndicat mixte Haute-Saône numérique  (syndicat mixte ouvert) ;
- Syndicat mixte d’aménagement de la vallée de la Gourgeonne (syndicat mixte fermé) ;
- Syndicat mixte de collecte et de traitement des ordures ménagères de la région de Langres (SMICTOM)[1].